# NGC 5812
NGC 5812 is een elliptisch sterrenstelsel in het sterrenbeeld Weegschaal. Het hemelobject werd op 5 maart 1785 ontdekt door de Duits-Britse astronoom William Herschel.
NGC 5812 bevindt zich, vanaf de Aarde gezien, 1 graad ten noorden van Delta Librae (Zuben Elakribi). De ster HD 132953 op een derde van een graad ten oostzuidoosten van NGC 5812 kan als gidsster fungeren tijdens het opzoeken van het sterrenstelsel.
Waarnemers in de Benelux kunnen, aan de hand van NGC 5812, op zoek gaan naar de gordel van geostationaire satellieten. De telescoop met volgmechanisme dient naar NGC 5812 gericht te worden, de geostationaire satellieten bewegen traag doorheen het beeldveld.

## Synoniemen
- MCG -1-38-16
- UGCA 398
- PGC 53630